# 45 Возничего
45 Возничего (лат. 45 Aurigae, HD 43905) — двойная звезда в созвездии Возничего на расстоянии приблизительно 195 световых лет (около 60 парсеков) от Солнца. Видимая звёздная величина звезды — +5,333m. Возраст звезды оценивается как около 1,561 млрд лет.

## Характеристики
Первый компонент — жёлто-белая звезда спектрального класса F5V. Масса — около 1,2 солнечной, радиус — около 3,68 солнечных, светимость — около 21,724 солнечных. Эффективная температура — около 6496 К.
Второй компонент — предположительно оранжевый карлик спектрального класса K. Масса — не менее 0,42 солнечной. Орбитальный период — около 6,5011 суток.